# Landtag Reuß jüngerer Linie (1901–1904)
Dieser Artikel behandelt den  Landtag Reuß jüngerer Linie 1901–1904.

## Landtag
Der Landtag Reuß jüngerer Linie wurde in zwei Kurien gewählt. Drei Mandate wurden durch die Höchstbesteuerten (HB) gewählt, die anderen in allgemeinen Wahlen (AW) in Ein-Personen-Wahlkreisen bestimmt. Daneben bestand eine Virilstimme für den Inhaber des Reuß-Köstritzer Paragiums (RKP). Die Wahlen fanden am 26. September 1901 statt.
Als Abgeordnete wurden gewählt:
| Name                                 | Partei | Wohnort            | Kurie | Wahlkreis | Anmerkung |
| ------------------------------------ | ------ | ------------------ | ----- | --------- | --- |
| August Daniel Böttger                | SPD    | Gera               | AW    | 2         | |
| Gustav Oskar Döpel                   |        | Oettersdorf        | AW    | 9         | |
| Louis Franz Fiedler                  | SPD    | Bieblach           | AW    | 1         | |
| Alexander Anton Oskar Fröb           | NLP    | Lobenstein         | AW    | 11        | |
| Ludwig Walther Fürbringer            | NLP    | Gera               | HB    |           | |
| Heinrich Friedrich Edwin Hartenstein | NLP    | Schleiz            | AW    | 7         | |
| Heinrich XXIV. von Reuß-Köstritz     |        | Köstritz           | RKP   |           | |
| Ludwig Ernst Huhn                    |        | Gera               | HB    |           | Ab 9. Februar 1903 für Ruckdeschel                                                                                 |
| Heinrich Gottlieb Knoch              |        | Hirschberg/Saale   | AW    | 12        | |
| Robert Oskar Köhler                  |        | Tinz               | AW    | 5         | |
| Christian Heinrich Lautenschläger    | NLP    | Langenwolschendorf | AW    | 8         | |
| Wilhelm Leven                        | SPD    | Gera               | AW    | 4         | |
| Franz Robert Martius                 |        | Klettigshammer     | AW    | 10        | |
| Wilhelm Reinhardt Patzer             | SPD    | Gera               | AW    | 6         | Ab 9. Februar 1902 für Strurm                                                                                      |
| Friedrich Paul Bruno Ruckdeschel     |        | Gera               | HB    |           | Am 18. Januar 1902 wegen des Eintritts in das Fürstliche Ministerium als Staatsrat ausgeschieden. Nachfolger: Huhn |
| Heinrich Samuel Sturm                | RFKP   | Gera               | AW    | 6         | Mandat am 10. Januar 1902 niedergelegt. Nachfolger: Patzer                                                         |
| Emil Richard Vetterlein              | SPD    | Gera               | AW    | 3         | |
| Hermann Ernst Alfred Weber           | kons.  | Gera               | HB    |           | |

Unter dem Alterspräsidenten Walther Fürbringer wählte der Landtag Walther Fürbringer als Landtagspräsidenten. Als Vizepräsident wurde Heinrich Lautenschläger gewählt. Schriftführer war Heinrich Knoch. Stellvertretender Schriftführer war Wilhelm Leven.
Der Landtag trat vom 27. Oktober 1901 bis zum 4. Juni 1904 in 40 öffentlichen Plenarsitzungen in zwei  Sitzungsperioden zusammen. Der Landtagsabschied datiert vom 27. August 1904.
Für die Zeit zwischen den Sitzungsperioden wurde ein Landtagsausschuss gewählt. Dieser bestand aus:
| Landesteil                      | Mitglied                | Stellvertreter | Von-Bis |
| ------------------------------- | ----------------------- | -------------- | ------- |
| Landesteil Gera                 | Walther Fürbringer      | Hermann Weber  |         |
| Landesteil Schleiz              | Heinrich Lautenschläger | Oskar Döpel    |         |
| Landesteil Lobenstein-Ebersdorf | Oskar Fröb              | Heinrich Knoch |         |